# Navio
Navio porta-contêineres
O navio (do latim, navis) é uma grande embarcação, geralmente dotada de um ou mais conveses. Um navio tem, geralmente, tamanho para transportar os seus próprios barcos, como botes salva-vidas, botes ou lanchas. Geralmente, a lei local e órgãos de regulamentação irão definir o tamanho ou o número de mastros que um barco deverá ter para ser elevado à categoria de navio. Os submarinos não são referidos como "barcos", exceto os submarinos nucleares, classificados como navios. As empresas sul-coreanas Hyundai, Samsung e Daewoo são as principais construtoras de navios.
É qualquer embarcação que transporte carga com objectivo comercial. Os navios de passageiros, como o RMS Titanic,  transportam 'supercarga' (outra designação para passageiros e pessoas que não trabalham a bordo). Barcos de pesca nunca são considerados 'navios', embora também transportem botes salva-vidas e carga (a pesca do dia). Os Ferries de pequena dimensão também não são considerados 'navios', no entanto a maioria dos ferries em serviço no mundo são navios de passageiros, com capacidade para transportarem também veículos.
A náutica refere-se aos navios e às práticas de navegação.

## História

### Pré-História e Antiguidade
A história dos barcos vive paralelamente às histórias de aventuras dos seres humanos. Os primeiros barcos conhecidos datam do Período Neolítico, há cerca de 10 000 anos. Estes barcos primitivos possuíam funções limitadas: eles conseguiam mover-se sobre a água, conquanto, limitavam-se a isso. Inicialmente foram utilizados para caça e pesca. O barco mais antigo descoberto pelos arqueólogos até então, é uma canoa. Foram construídas com os troncos de árvores coníferas, utilizando ferramentas de pedra.
Por volta do século XXX a.C., no Antigo Egito, já se conhecia como montar cascos de embarcações com tábuas de madeira. Eles usavam presilhas de tecido para juntar as tábuas, Cyperus papyrus, folhas compridas, grama para unir e selar as costuras entre as tábuas. Na Grécia Antiga historiadores e geógrafos Agatárquides tinham documentado ship-faring como os primeiros do Antigo Egito: "Durante o período próspero do Reino Antigo/Império Antigo", entre os séculos XXX e XXV a.C., no Rio Nilo rotas foram estabelecidas, e no Antigo Egito há registros que navios navegaram pelo Mar Vermelho até ao país Mirra. Antigos navios de madeira de cedro de Seneferu de Louvor das Duas Terras é a primeira referência registrada (2613 BCE) para navios referenciados por nome.
Na Ásia Oriental, na época da Dinastia Zhou, foram desenvolvidas tecnologias nas embarcações como o leme montado na popa, e da Dinastia Han, foi encontrada uma frota de navios bem conservada, que fora empregada  no campo militar. Tecnologia naval avançada foi encontrada no período medieval, onde tais embarcações já possuíam compartimentos estanques para armazenamento de água. Durante o século XV na Dinastia Ming, uma das maiores e mais poderosas frotas do mundo foi montada para as viagens de diplomacia e projeções do poder de zheng He. Em algumas partes a Coreia, no século XV, foi encontrado o primeiro barco que utilizou-se de ferro. Foi o Navio Tartaruga, este foi desenvolvido com laminados de ferro.
Por volta de 2 000 a.C., a Civilização Minoica em Creta tinham evoluído nos exercícios de um controle efetivo da área naval, na parte leste do Mediterrâneo. Sabe-se que a antiga Núbia/Axum negociava com a Índia, e há evidências que navios do Nordeste da Africa podem ter navegado na região frontal e externa entre a Índia/Sri Lanka, fazendo comércio com a Núbia e talvez até com os Persas, Himyar e com a Roma Antiga. O Império Axumita foi conhecido pela Antiga Grécia por disporem de portos para os navios Gregos e Iêmen. Em outra parte Nordeste da África, o Périplo do Mar Eritreu relatam que Pessoas da Somália, através dos portos do norte como o Zeilá e Berbera, estavam negociando incenso e outros itens com habitantes da Península Arábica bem antes da chegada de Islão, com também com o então Império Romano controlado pelo Egito.
As Pessoas Suaíli tinham diversos extensos portos comerciais em pontos da costa da África Oriental Medieval e o Grande Zimbabwe tinha grande contato comercial com a África Central, e provavelmente importavam bens trazendo para África  através da margem comercial do Sudeste Africano, Quíloa, atualmente chamada de Tanzânia.
É sabido pelos historiadores que no auge do Império do Mali foi construído uma grande frota pelo mansa Musa no século XIII e início do século XIV. Fontes arábicas descrevem que alguns consideram ser os visitantes do Novo Mundo pela frota de Mali em 1311.
Na mesma época, pessoas que viveram próximas a Kongens Lyngby na Dinamarca inventaram o casco segregado, o que permitiu um aumento gradual das embarcações. Logo os barcos passaram a serem desenvolvidos com quilha, semelhante aos barcos atuais de madeira Embarcações de Recreio.
Os primeiros navegadores começaram a usar peles de animais ou tecidos para fabricarem as velas. Fixaram na parte superior do barco um mastro, e assim foi possível a fabricação de embarcações maiores. Essa invenção permitiu ao homem ampliar a exploração, reconhecendo, por exemplo, o termo Oceania, cerca de 3 000 anos atrás.
O Antigo Egito já estava construindo veleiros perfeitamente. Um exemplo notável de sua habilidade de construção foi o Navio Khufu, um navio de 143 pés de comprimento, enterrada ao pé da Grande Pirâmide de Gizé, por volta de 2 500 a.C. e achada intacta em 1954. De acordo com Heródoto, os Egípcios fizeram a primeira circum-navegação em torno da África por volta de 600 a.C.
Os Fenícios e a Grécia Antiga gradualmente dominaram a navegação marítima a bordo dos trirremes, explorando e colonizando o Mediterrâneo com suas embarcações. Por volta de 340 a.C., o navegador grego Píteas de Massalia aventurou-se da Grécia para Europa Ocidental e Inglaterra. No decorrer do século II a.C., a marinha romana começou a destruir Cartago e subjugar os reinos Helenísticos do leste do Mediterrâneo, alcançando o completo domínio do mar interno, que eles chamaram de "Mare Nostrum". A monção, sistema de vento do Oceano Índico foi o primeiramente navegado pelo navegador Grego Eudoxo de Cízico em 118 a.C. Com 300 navios gregos navegando anualmente entre o Império Romano e a Índia, o comércio anual pode ter atingido 300 000 toneladas.
Antes da introdução da bússola, a navegação astronômica foi o principal método para a navegação marítima. primeiras versões da bússola magnética estavam sendo desenvolvidas e usadas na navegação entre 1040 e 1117. A verdadeira navegação bússola, usando uma agulha de giro em uma caixa seca, foi inventada na Europa mais tarde, em 1300.

## Tipos de navio em uso

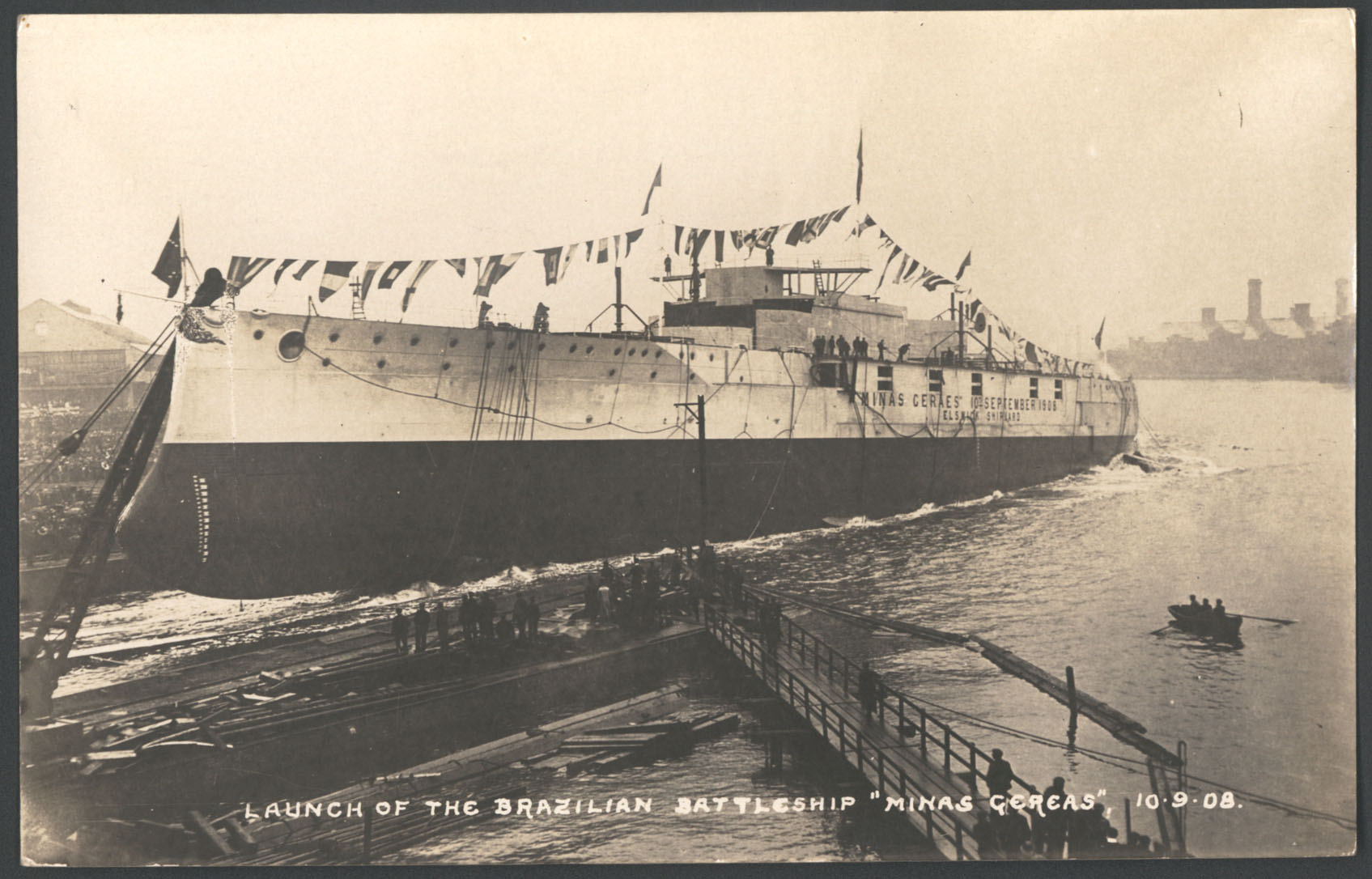
Botadura (lançamento ao mar) do couraçado Minas Geraes, da marinha brasileira, em 10 de Setembro de 1908.

- Navio de carga
- Navio coletor
- Navio de cruzeiro
- Navio hidrográfico
- Navio porta-contentores
- Navio de vela
- Panamax
- Gaseiros
- Aframax
- Suezmax
- Petroleiro
- Porta-aviões
- Porta-helicópteros
- Quebra-gelo
- Rebocador
- Supercargueiro "Ro-Ro"
- Supertanque
- Superpetroleiro
- Super-porta-aviões
- Transatlântico

|                                                                       |                                                               |                                   | |
| MS Freedom of the Seas, o segundo maior navio de passageiros do mundo | O Queen Mary 2, o quarto maior navio de passageiros do mundo. | Navio de Cruzeiro em Seattle, EUA | O veleiro Amerigo Vespucci, navio-escola da Marinha Italiana em Bremerhaven (Alemanha, 14 de agosto de 2005). |

## Tipos de navios históricos

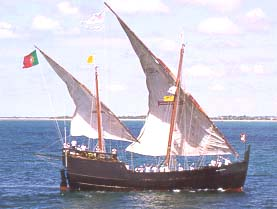
Réplica de caravela portuguesa (foto da Marinha do Brasil)

- Aviso
- Balandro
- Barco carvoeiro
- Birremo
- Birlinn
- Brigue
- Bergantim
- Canhoneira
- Caravela
- Carraca
- Chalupa
- Clipper
- Coca
- Dracar
- Dreadnought
- Galé
- Couraçado
- Cruzador
- Galeão
- Galeote
- Goleta
- Nau
- Monitor Encouraçado
- Knarr
- Pentecognter
- Pentarremo
- Quinquarremo
- Barco a vapor
- Navio de linha
- Torpedeiro
- Trirremo
- Xaveco

## Classificação dos navios

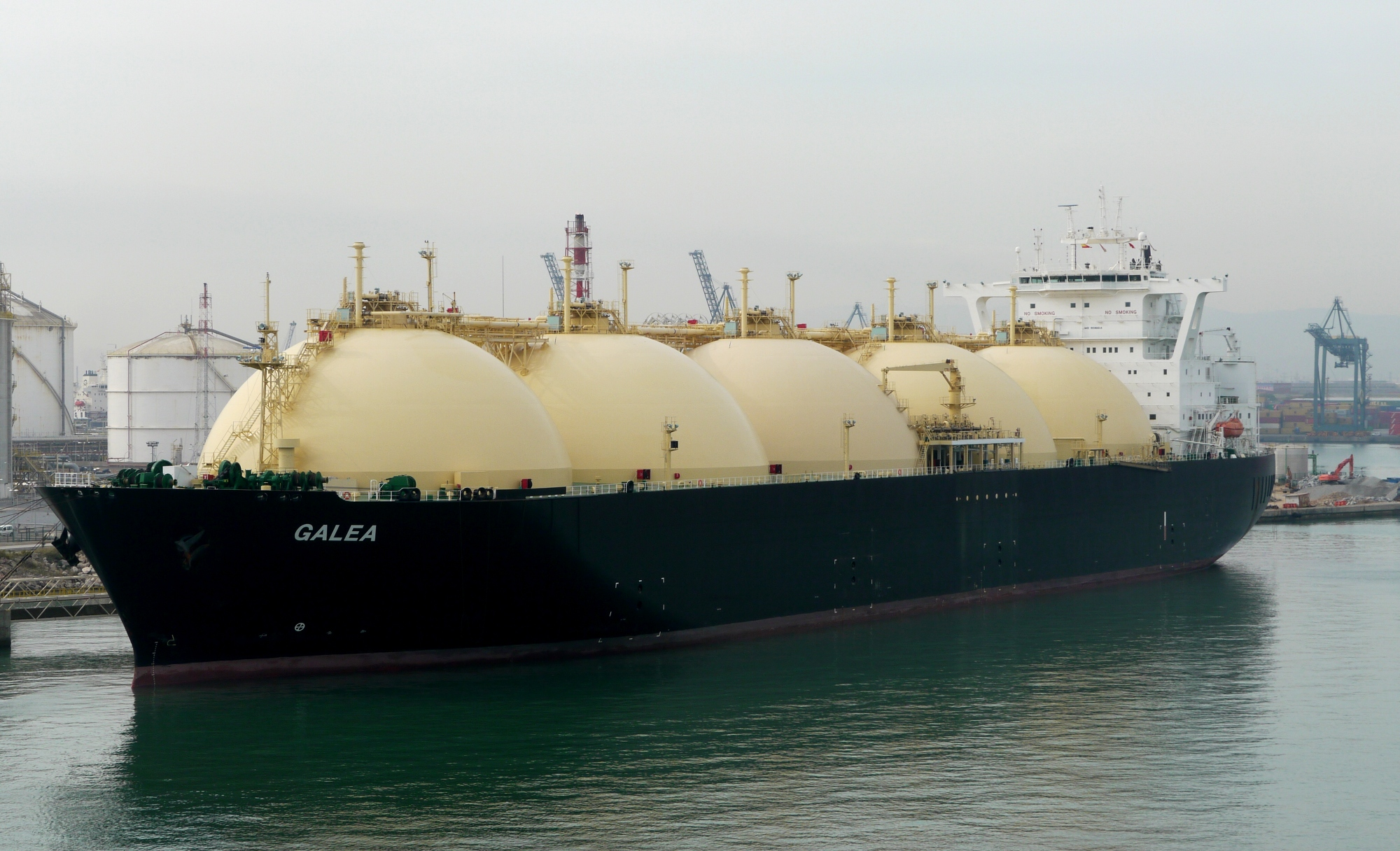
Gaseiro

Oficialmente os navios são classificados pelas sociedades classificadoras, tais como a Lloyd's Register ou o Bureau Veritas, que emitem os certificados de conformidade que garantem às seguradoras e autoridades portuárias que o navio se encontra dentro dos padrões exigidos para o tipo de navegação, carga a transportar e a tripulação é qualificada. Os navios que não estão dentro destes padrões, que na sua maioria navegam com bandeiras de conveniência são designados substandard.
Paralelamente é também frequente classificar os navios pelo tipo de carga que transportam; como exemplo temos os graneleiros (que transportam cargas a granel como cereais ou minério), os petroleiros (que transportam petróleo), os gaseiros (para transporte de gás combustível) porta-contentores, etc.
Outra forma de classificar os navios, hoje menos usada, era pelo tipo de navegação que faziam; assim temos os navios de cabotagem e os de longo curso.
A principal classificação dos navios é a seguinte: transportadores de passageiros, cargueiros, exploradores e patrulhadores.

## Terminologia
Os navios podem-se agrupar constituindo frotas, flotilhas, esquadras, esquadrilhas ou esquadrões.
Os submarinos (particularmente os U-Boot alemães nos anos 1940) podem operar em grupos, chamando-se alcatéias (termo derivado de "alcatéias de lobos").

## Terminologia náutica

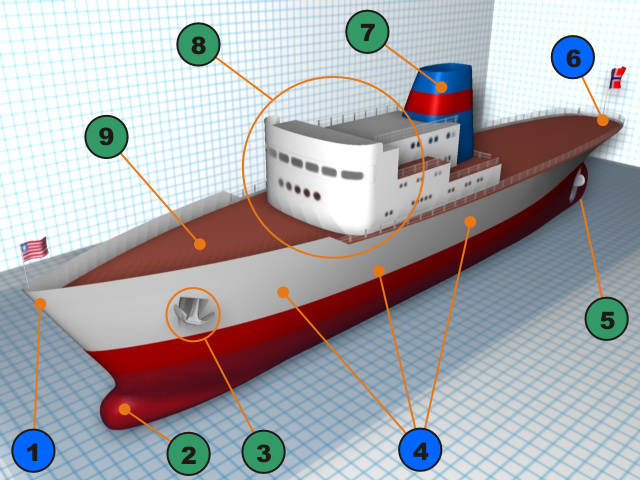
Esquema de um navio civil moderno:
1. Proa;
2. Bulbo;
3. Âncora;
4. Casco;
5. Hélice;
6. Popa;
7. Funil;
8. Ponte ou Passadiço;
9. Convés.

Os navios, em particular os navios de vela, envolvem um rico e variado vocabulário, repleto de termos técnicos. Muitos deles ligam-se a discussões mais alargadas do jargão náutico.
- Proa — Frente do navio. Comparar com vante. Também conhecido em senso de direção como sendo o rumo momentâneo em que se encontra o navio, geralmente em graus, em relação ao norte.
- Popa — Parte posterior de uma embarcação. Comparar com ré.
- Estibordo — Lado do navio que está à direita quando o observador a bordo da embarcação olha para a proa.
- Boreste — Termo utilizado no Brasil em substituição de Estibordo.
- Bombordo — Lado do navio que está à esquerda quando o observador a bordo da embarcação olha para a proa. (Um método mnemônico para distinguir um do outro é que a esquerda possui o mesmo número de letras de bombordo e estibordo se refere ao leste.)
- Âncora ou Ferro — Instrumento usualmente metálico pesado utilizado para fundear uma embarcação.
- Ponte de comando — Centro de comando da navegação.
- Passadiço — Termo usado no Brasil em vez de Ponte de Comando. Em Portugal passadiço é uma ponte de ligação
- Superestrutura — Qualquer estrutura acima do convés da embarcação, contendo, geralmente, a ponte e alojamentos.

## Propulsão

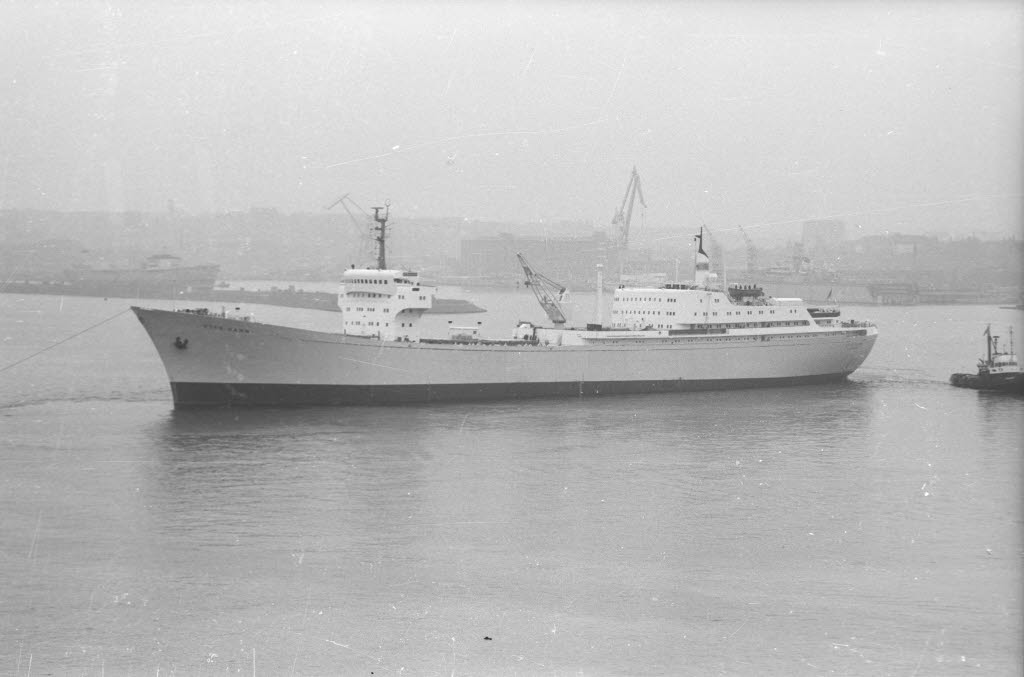
Cargueiro com propulsão nuclear Otto Hahn (Alemanha, 1968).

Até à aplicação do motor a vapor, no século XIX, os navios moviam-se através da força do vento nas velas (ver: Navegação à vela).
Antes da mecanização os navios mercantes sempre usaram velas, mas à medida que a guerra naval tornou-se dependente da aproximação dos navios para a abordagem e invasão ou da luta corpo a corpo, as galés passaram a dominar os conflitos navais devido a sua manobrabilidade e velocidade. Os navios gregos que lutaram na Guerra do Peloponeso usaram trirremes, do mesmo modo que haviam feito os Romanos na Batalha de Áccio. A partir do século XVI, o grande número de canhões tornaram a manobrabilidade uma característica secundária comparado ao peso; o que levou a total predominância de navios de guerra a vela.
O desenvolvimento do navio a vapor foi um processo complexo, o primeiro navio comercial de sucesso foi o "North River Steamboat" (também chamado de "Clermont") creditado a Robert Fulton, nos EUA em 1807. Em seguida surgiu na Europa em 1812 o PS Comet de 45 pés de comprimento. A propulsão a vapor progrediu consideravelmente durante o século XIX. Os principais desenvolvimentos foram o condensador, o que reduziu a necessidade de água fresca, e motor de expansão de múltiplos estágios que obteve um acréscimo considerável de rendimento. A roda de pás deu lugar ao bem mais potente propulsor de hélice. Desenvolvimentos posteriores resultaram no desenvolvimento da turbina a vapor marítima por Sir Charles Parsons, que fez a primeira demonstração da tecnologia no navio de 100 pés "Turbinia" em 1897. Isto facilitou o desenvolvimento de uma nova geração de navios de cruzeiro de alta velocidade na primeira metade do século XX. O motor a diesel marítimo foi introduzido por volta de 1903.